# Frohnbach (Glan)
Der Frohnbach ist ein rechter Nebenfluss des Glans. Er entspringt auf der Westricher Hochfläche und fällt die Sickinger Stufe hinunter in die Westricher Niederung. Im Mittellauf bildet er eine tief eingeschnittene Klamm. Dort ist seit 2009 das Naturschutzgebiet Elendsklamm ausgewiesen.

## Geographie
Der Frohnbach entspringt aus kleinen Rinnsalen auf den Gemarkungen von Martinshöhe und Lambsborn. Er durchfließt das Gebiet der Gemeinde Bruchmühlbach-Miesau von Süden nach Norden und mündet auf dem Gemeindegebiet von rechts in den Glan. Zum Frohnbach gehört auch der im gleichen Tal fließende Tausendmühlbach, der als ehemaliger Mühlkanal der Tausendmühle vom Frohnbach abzweigt.

## Geschichte
Der Frohnbach schied die ehemaligen Gemeinden Bruchmühlbach und Mühlbach im Bruch bis zu ihrer Zusammenlegung am 1. Oktober 1938. Vor 1798 gehörte Bruchmühlbach (westlich des Frohnbachs) zum Fürstentum Pfalz-Zweibrücken der Wittelsbacher. Mühlbach im Bruch (östlich des Frohnbachs) gehörte zur Herrschaft Landstuhl der Herren von Sickingen. Entsprechend schied der Frohnbach in der Frühen Neuzeit das Fürstentum Pfalz-Zweibrücken von der Herrschaft Landstuhl. Da entlang des Frohnbachs bis 1798 auch die Bistumsgrenze zwischen dem Bistum Metz und dem Bistum Worms verlief, diente der Frohnbach seit dem Mittelalter als Grenzscheide. Urkundlich greifbar wird diese Funktion erstmals im Jahr 1364. Vereinzelt wird angenommen, der Bach habe im 9. Jahrhundert Lotharingien vom Ostfrankenreich geschieden. Gau-, Grafschafts-, Bistums- und Reichsgrenzen im 9. Jahrhundert sind aber in ihrem Verlauf nicht genau genug überliefert, um dieser Annahme beipflichten zu können.
Die Umschreibung der Homburger Rechte im Jahr 1364 nennt an zwei Stellen als Grenzscheide einen Fronspach, wobei der zweite Fronspach hierher zu setzen ist. Die Grenze der Homburger Rechte verlief damals hinter Martinshöhe (Mertinsher) entlang an den Menhir von Martinshöhe (den langen stein) und von dort in den Frohnbach (die Fronspach) nach Mühlbach im Bruch (Molenbach).

„... hinter Mertinsher hin an den langen stein, item von dem lange steine biß in die Fronspach und die bach in gegen Molenbach und andirworbe dy bach in biß in die hoile mole, ...“

Ähnlich heißt es im undatierten ältesten Weistum von Landstuhl (wohl aus dem 16. Jahrhundert): 

„... das heist herfur biß in die Fronßbach, die Fronßbach in biß in die Mülnbach, die Mülnbach in den Glane, auß dem Glane in die Holemohr, ...“

Genauer findet sich der Frohnbach dargestellt in der Karte und Beschreibung der Ämter Zweibrücken und Kirkel von 1564. Zum Frohnbach heißt es:

„... In diesem Strich hatt die Fronbach ein wusten fall durch grosse, ungeheuere felssen und einen tiefen thall herunter. ...“

Da Tilemann Stellas ausführliche Beschreibung weder die Tausendmühle noch den Tausendmühlbach nennt und auch nicht den Namen Elendsklamm, besteht Grund zu der Annahme, Mühle und Mühlkanal seien erst nach 1564 erbaut worden und der Name Elendsklamm sei erst nach 1564 aufgekommen. Ausweislich der alten Beschreibungen mündete der Frohnbach damals in den Mühlbach, während nach der aktuellen Karte Frohnbach und Mühlbach kurz hintereinander in den Glan münden.

## Belege
1. 1 2  Kartendienst des Landschaftsinformationssystems der Naturschutzverwaltung Rheinland-Pfalz (LANIS-Karte) (Hinweise)
2. 1 2  GeoExplorer der Wasserwirtschaftsverwaltung Rheinland-Pfalz (Hinweise)
3. ↑  Hans-Walter Herrmann: Die Grafen von Homburg, Beiträge zur Geschichte eines Westricher Adelsgeschlechtes, in: Mitteilungen des Historischen Vereins der Pfalz 77 (1979), S. 27–76, hier S. 39
4. ↑  Jacob Grimm: Weisthümer, Bd. 5, Göttingen 1866, S. 667–670, hier S. 668
5. ↑  Tilemann Stella: Gründliche und warhafftige beschreibung der baider ambter Zweibrücken und Kirckel, wie dieselbigen gelegen 1564. Bearbeiter: Eginhard Scharf. Historischer Verein, Zweibrücken 1993, S. 27. ISBN 3-924171-15-7